# Іванчук Андрій Володимирович
Андрій Володимирович Іванчук (нар. 16 червня 1973, Івано-Франківськ — 25 вересня 2023) — український політик. Народний депутат України. Член партії «Народний фронт», депутатської групи «Довіра». Голова Комітету Верховної Ради України з питань економічної політики.

## Життєпис

### Освіта
У 1991 році, закінчивши середню школу ім. Василя Стефаника в Коломиї, вступив до Чернівецького університету на юридичний факультет. Закінчив його у 1996 році, здобувши спеціальність — «Правознавство».
Помер за нез'ясованих обставин 25 вересня 2023 року.

### Професійна діяльність
З 1996 по 1998 — працював викладачем кафедри кримінального права та процесу Чернівецького державного університету ім. Ю. Федьковича.
У 1998–1999 рр. — віце-президент юридичної фірми «ЮРЕК».
1999–2000 рр. — працював начальником територіального відділення Коломийської філії АППБ «Аваль» у м. Снятин.
2000–2001 рр. — консультант директора Івано-Франківської обласної дирекції АППБ «Аваль».
2001–2002 рр. — заступник директора в Івано-Франківській обласній дирекції АППБ «Аваль».
2003–2004 рр. — голова правління ВАТ «Володимирцукор» у м. Володимир-Волинський.
У 2006 р. — віце-президент НАК «Енергетична компанія України».
2008–2009 рр. — директор ДПЗД «Укрінтеренерго».

### Політична діяльність
З 12 грудня 2012 до 27 листопада 2014 — народний депутат України 7-го скликання від партії Всеукраїнське об'єднання «Батьківщина», № 41 в списку. Заступник голови фракції, голова Комітету Верховної Ради з питань економічної політики.
Був членом партії «Фронт Змін», членом Ради та Бюро партії, з вересня 2009 по червень 2010 р. виконував обов'язки голови партії. Також обіймав посаду заступника голови Ради громадської організації, голови виконавчого комітету громадської організації «Фронт Змін». 15 червня 2013, після об'єднання «Фронту Змін» і Всеукраїнського об'єднання «Батьківщина», був обраний одним із заступників лідера «Батьківщини».
Помічений в порушенні ст. 84 Конституції України щодо особистого голосування у Верховній Раді. 
На позачергових виборах до Верховної ради 2014 року обраний народним депутатом України 8-го скликання за партійним списком (№ 16 у списку) від Народного фронту.
Давній друг Арсенія Яценюка.
Був обраним народним депутатом України 9-го скликання у 88-му виборчому округу як самовисуванець. Член депутатської групи «Довіра». Член Комітету Верховної Ради з питань фінансів, податкової та митної політики.

## Інциденти
Активний учасник бійки у Верховній Раді 11 грудня 2015 року під час якої депутати «Народного фронту» побили Олега Барну. Приводом для бійки стало грубе поводження Барни з тодішнім прем'єр-міністром Арсенієм Яценюком.
Був звинувачений у корупції, у податкових зловживаннях та силовому захопленні фітнес-центру «Софійський». 4 вересня 2016 року прилетів на Gulfstream G200 із Ніцци. Переліт цим літаком у середньому коштує 20 тисяч євро, при цьому, згідно з декларацією за 2015 рік, Іванчук заробив 891 тис. грн, таким чином, вартість оренди літака перевищила половину його задекларованого річного доходу.